# タンキー県
タンキー県（タンキーけん、ベトナム語：Huyện Tân Kỳ / 縣新琦? ）は、ベトナム社会主義共和国ゲアン省の県。面積は728.9 km²、人口は142,030人（2018年）である。

## 行政区画
1市鎮21社を管轄する。